# Just Dance 2014
Just Dance 2014 é o quinto jogo da série Just Dance, desenvolvido pela Ubisoft. Esta sequência está disponível para todos os sensores de movimento principais, sendo as plataformas Nintendo Wii, PlayStation 3 e Xbox 360, com suporte para PlayStation Move e Kinect para os dois últimos respectivamente, e foi lançado em outubro de 2013. E também o jogo possui versões para os consoles da geração seguinte (Nintendo Wii U, PlayStation 4 e Xbox One). Foi oficialmente anunciado no evento de games E3 pela própria Ubisoft em 2013. Este é o primeiro jogo da série a ter um ano no título em vez do número habitual.

## Modos de Jogo
Todas as versões incluem o modo "Classic", que é a dança clássica. No modo "On-Stage", um novo recurso neste jogo, um jogador dança em um papel de destaque, enquanto dois jogadores dançam como dançarinos de fundo. Agora o níveis de dificuldade são Fácil, Médio e Difícil. O jogo também tem um modo de Karaokê em consoles com um microfone, onde os jogadores são recompensados por cantar as notas certas e são punidos por cantar de forma incorreta. Esse modo ajudará na coleta de Mojos. Mojos equivalem como dinheiro, onde é usado para desbloquear danças alternativas, Extremas e especiais. O Modo "Party Master" é uma versão atualizada do modo "Puppet Master" do Just Dance 4 Wii U, onde o jogador utiliza o GamePad para mudar as regras do jogo, música atual, e movimentos específicos para até quatro outros jogadores. Este recurso é exclusivo para a versão Wii U do jogo. Mashups, Versões Alternativas / Extreme / Sweat e Battle Mode estarão disponíveis. No Xbox One, o jogo vai ser capaz de suportar até seis jogadores ao mesmo tempo contendo um modo exclusivo, o "Sexteto", especialmente na música Kiss You. Um novo modo chamado "World Dance Floor" foi adicionado ao jogo, é um modo de multiplayer online competitivo estruturado como um jogo multiplayer online onde todos os jogadores em todo o mundo poderão competir em um ranking em uma leaderboard e compartilhar clipes uns com os outros no "AutoDance", o "Auto Dance" só estará em consoles com cameras (Nintendo Wii U, Xbox360, Xbox One, PS3, PS4) os clipes de danças dos jogadores podem ser diretamente compartilhados no Facebook, Twitter, e na rede "AutoDance". Você deve ter Wi-Fi (Internet) para jogar neste modo. O modo "World dance Floor" está disponível em todos os consoles. Originalmente, o modo "Just Dance DJ" era para ser apresentado na versão do Xbox One de forma exclusiva, assim como o modo "Party Master" deveria ser exclusivo da versão de Nintendo Wii U, como pode ser visto no trailer oficial da E3, mas o modo "JD DJ" parece ter sido removido e sido substituído pelo modo "Party Master" utilizando o Smartglass.
Jogue esse jogo se estiver disposto(a) a suar um pouco as vezes!

## Lista de canções
| Música                                           | Artista                               | Dificuldade | Ano  | Modo     | Dançarino(s) |
| ------------------------------------------------ | ------------------------------------- | ----------- | ---- | -------- | ------------ |
| Kiss You                                         | One Direction                         | Fácil       | 2013 | Quarteto | ♂/♂/♂/♂      |
| Just Dance                                       | Lady Gaga feat. Colby O'Donis         | Difícil     | 2008 | Solo     | ♀            |
| Careless Whisper                                 | George Michael                        | Difícil     | 1985 | Dueto    | ♂/♀          |
| C'Mon                                            | Ke$ha                                 | Médio       | 2013 | Dueto    | ♀/♂          |
| She Wolf (Falling to Pieces)                     | David Guetta feat. Sia                | Médio       | 2012 | Solo     | ♀            |
| Flashdance... What a Feeling*                    | Irene Cara                            | Difícil     | 1983 | Solo     | ♀            |
| Prince Ali                                       | Disney's Aladdin                      | Médio       | 1992 | Quarteto | ♂/♀/♂/♂      |
| Get Lucky                                        | Daft Punk feat. Pharrell Williams     | Médio       | 2013 | Dueto    | ♂/♂          |
| Wild                                             | Jessie J feat. Big Sean               | Difícil     | 2013 | Solo     | ♀            |
| Gentleman                                        | PSY                                   | Médio       | 2013 | Solo     | ♂            |
| Blurred Lines                                    | Robin Thicke feat. Pharrell Williams  | Fácil       | 2013 | Dueto    | ♂/♂          |
| Ghostbusters                                     | Ray Parker, Jr.                       | Médio       | 1984 | Quarteto | ♂/♂/♂/♂      |
| I Will Survive                                   | Gloria Gaynor                         | Fácil       | 1978 | Solo     | ♂            |
| #thatPOWER                                       | will.i.am feat. Justin Bieber         | Difícil     | 2013 | Quarteto | ♀/♂/♂/♀      |
| Limbo                                            | Daddy Yankee                          | Difícil     | 2012 | Dueto    | ♂/♀          |
| The Way                                          | Ariana Grande feat. Mac Miller        | Fácil       | 2013 | Dueto    | ♂/♀          |
| Pound the Alarm                                  | Nicki Minaj                           | Médio       | 2012 | Quarteto | ♀/♀/♀/♀      |
| The Love Boat*                                   | Jack Jones                            | Médio       | 1980 | Solo     | ♂            |
| Troublemaker                                     | Olly Murs feat. Flo Rida              | Fácil       | 2012 | Solo     | ♂            |
| Applause                                         | Lady Gaga                             | Médio       | 2013 | Solo     | ♀            |
| Blame It On The Boogie                           | Michael Jackson                       | Fácil       | 1978 | Quarteto | ♂/♀/♂/♀      |
| Feel So Right                                    | Imposs ft. Konshens                   | Difícil     | 2013 | Solo     | ♀            |
| In The Summertime                                | Mungo Jerry                           | Fácil       | 1970 | Quarteto | ♂/♀/♂/♀      |
| Fine China                                       | Chris Brown                           | Médio       | 2013 | Solo     | ♂            |
| Just a Gigolo                                    | Louis Prima                           | Médio       | 1956 | Dueto    | ♂/G          |
| Where Have You Been                              | Rihanna                               | Difícil     | 2012 | Solo     | ♀            |
| Maria                                            | Ricky Martin                          | Difícil     | 1995 | Solo     | ♂            |
| Gimme! Gimme! Gimme! (A Man After Midnight) (AD) | ABBA                                  | Fácil       | 1979 | Solo     | ♀            |
| Moskau*                                          | Dschinghis Khan                       | Difícil     | 1979 | Dueto    | ♂/♀          |
| Feel This Moment                                 | Pitbull feat. Christina Aguilera      | Fácil       | 2013 | Solo     | ♀            |
| Follow the Leader                                | Wisin and Yandel feat. Jennifer Lopez | Difícil     | 2012 | Solo     | ♀            |
| Y.M.C.A.                                         | Village People                        | Fácil       | 1978 | Quarteto | ♂/♂/♂/♂      |
| Turn Up the Love                                 | Far East Movement feat. Cover Drive   | Difícil     | 2012 | Dueto    | ♂/♀          |
| Could You Be Loved                               | Bob Marley                            | Fácil       | 1980 | Dueto    | ♀/♀          |
| Starships                                        | Nicki Minaj                           | Difícil     | 2012 | Solo     | ♀            |
| 99 Luftballons*                                  | Nena                                  | Difícil     | 1983 | Dueto    | ♂/♀          |
| Candy                                            | Robbie Williams                       | Médio       | 2012 | Dueto    | ♂/♀          |
| I Kissed a Girl                                  | Katy Perry                            | Médio       | 2008 | Solo     | G            |
| Isidora                                          | Bog Bog Orkestar                      | Médio       | 2013 | Solo     | ♂            |
| Rich Girl*                                       | Gwen Stefani feat. Eve                | Fácil       | 2004 | Solo     | ♀            |
| It's You                                         | Duck Sauce                            | Médio       | 2013 | Solo     | ♂            |
| Aquarius/Let the Sunshine In*                    | The 5th Dimension                     | Fácil       | 1962 | Dueto    | ♀/♀          |
| Miss Understood                                  | Sammie                                | Médio       | 2013 | Solo     | ♀            |
| Nitro Bot                                        | Sentai Express                        | Médio       | 2013 | Dueto    | ♂/♀          |
| Danse (Pop Version) (P)                          | TAL                                   | Fácil       | 2013 | Solo     | ♀            |
| The Other Side (N)                               | Jason Derulo                          | Difícil     | 2013 | Solo     | ♂            |
| Alfonso Signorini (Eroe Nazionale) (P)           | Fedez                                 | Difícil     | 2013 | Solo     | ♂            |
| Dançando (N)                                     | Ivete Sangalo                         | Difícil     | 2013 | Solo     | ♀            |
| Safe And Sound (F)                               | Capital Cities                        | Fácil       | 2011 | Solo     | ♀-♂-♀-♂-♀    |
| Waking Up in Vegas (POP)                         | Katy Perry                            | Médio       | 2009 | Solo     | ♀            |

- Um "*" indica uma música cover, não a original.
- Um "(P)" indica que esta música é exclusiva para a versão Europeia do jogo.
- Um "(N)" indica que esta música é exclusiva para a versão Americana do jogo.
- Um "(F)" indica que esta música é exclusiva para a versão Norte Americana do jogo e só concebida com um código no site canadense da Garnier.
- Um "(POP)" indica que esta música só é concebida com um código nos salgadinhos «Popchips». justdancegame.com. (Código: OCT3114LYD1)

### Rotinas Mash-Ups
| Música                                      | Artista                               | Ano  |
| ------------------------------------------- | ------------------------------------- | ---- |
| #thatPower                                  | will.i.am feat. Justin Bieber         | 2012 |
| Blame It On The Boogie                      | Mick Jackson                          | 1978 |
| Candy                                       | Robbie Williams                       | 2012 |
| C'mon                                       | Ke$ha (S)                             | 2012 |
| Feels So Right                              | Imposs ft. Konshens                   | 2013 |
| Fine China                                  | Chris Brown (U)                       | 2013 |
| Flashdance... What A Feeling                | Irene Cara                            | 1984 |
| Follow The Leader                           | Wisin & Yandel ft. Jennifer Lopez (M) | 2012 |
| Gentleman                                   | PSY                                   | 2013 |
| Ghostbusters                                | Ray Parker Jr. (M)                    | 1984 |
| Gimme! Gimme! Gimme! (A Man After Midnight) | ABBA                                  | 1978 |
| I Kissed a Girl                             | Katy Perry (M)                        | 2008 |
| I Will Survive                              | Gloria Gaynor                         | 1978 |
| Just Dance                                  | Lady Gaga ft. Colby O'Donis           | 2008 |
| Limbo                                       | Daddy Yankee (M)                      | 2013 |
| Love Boat                                   | Frankie Bostello (M)                  | 1980 |
| Miss Understood                             | Sammie                                | 2004 |
| Moskau                                      | Dschinghis Khan                       | 1979 |
| Blurred Lines                               | Robin Thicke ft. Pharrell Williams    | 2013 |
| Prince Ali                                  | Disney's Aladdin                      | 1992 |
| Rich Girl                                   | Gwen Stefani feat. Eve (M)            | 2004 |
| Starships                                   | Nicki Minaj                           | 2012 |
| She Wolf (Falling to Pieces)                | David Guetta ft. Sia                  | 2012 |
| Turn Up The Love                            | Far East Movement ft. Cover Drive     | 2013 |
| Wild                                        | Jessie J ft. Big Sean                 | 2013 |
| Y.M.C.A.                                    | Village People (M)                    | 1978 |

- Um "(S)" significa que é um "Sweat Mash-Up"
- Um "(U)" significa que é desbloqueado pelo Uplay
- Um "(M)" significa que é desbloqueado em determinado mês.

### Modos Extremos e Alternativos
| Música/Artista                                                       | Ano  | Dificuldade  | Modo             | Dançarino(s) |
| -------------------------------------------------------------------- | ---- | ------------ | ---------------- | ------------ |
| Applause - Lady Gaga (DLC)                                           | 2013 | Difícil      | Solo Alternativo | ♀            |
| Blame It On The Boogie - Mick Jackson (E)                            | 1978 | Mais Difícil | Extremo          | ♀            |
| Blurred Lines - Robin Thicke featuring T.I. & Pharrel Williams (DLC) | 2013 | Mais Difícil | Extremo          | ♀            |
| Careless Whisper - George Michael                                    | 1985 | Médio        | Modo On-Stage    | G/♂/G        |
| Fine China - Chris Brown                                             | 2013 | Mais Difícil | Extremo          | ♂            |
| Follow The Leader - Wisin And Yandel featuring Jennifer Lopez (U)    | 2013 | Médio        | Sweat            | ♂            |
| Gentleman - PSY                                                      | 2013 | Fácil        | Sweat            | ♀            |
| Ghostbusters - Ray Parker, Jr.                                       | 1984 | Médio        | Sweat            | ♀            |
| Gimme! Gimme! Gimme! (A Man After Midnight) - ABBA                   | 1979 | Médio        | Modo On-Stage    | ♂/♀/♂        |
| I Kissed A Girl - Katy Perry                                         | 2008 | Fácil        | Modo On-Stage    | ♂/♀/♀        |
| I Kissed A Girl - Katy Perry                                         | 2008 | Fácil        | Sweat            | ♀            |
| It's You - Duck Sauce                                                | 2013 | Médio        | Sweat            | ♀            |
| I Will Survive - Gloria Gaynor                                       | 1978 | Fácil        | Modo On-Stage    | ♂/♀/♂        |
| Just Dance - Lady Gaga                                               | 2008 | Médio        | Modo On-Stage    | ♀/♀/♀        |
| Kiss You - One Direction (XO)                                        | 2013 | Difícil      | Sexteto          | ♀/♂/♀/♂/♀/♂  |
| Kiss You - One Direction                                             | 2013 | Médio        | Sweat            | ♂            |
| Limbo - Daddy Yankee                                                 | 2013 | Médio        | Sweat            | ♀            |
| María - Ricky Martin                                                 | 1995 | Médio        | Sweat            | ♀            |
| Pound The Alarm - Nicki Minaj (DLC)                                  | 2013 | Mais Difícil | Extremo          | ♂            |
| Rich Girl - Gwen Stefani featuring Eve                               | 2004 | Difícil      | Chair            | ♀            |
| Starships - Nicki Minaj                                              | 2012 | Difícil      | Charleston       | ♀/♂          |
| thatPOWER - will.i.am featuring Justin Bieber                        | 2013 | Mais Difícil | Extremo          | ♂            |
| thatPOWER - will.i.am featuring Justin Bieber (DLC)                  | 2013 | Difícil      | Modo On-Stage    | ♂/♂/♂        |
| Troublemaker - Olly Murs featuring Flo Rida                          | 2013 | Fácil        | Sweat            | ♂            |
| Turn Up The Love - Far East Movement featuring Cover Drive           | 2013 | Médio        | Sumo             | ♂/♂/♂/♂      |
| Where Have You Been - Rihanna                                        | 2012 | Mais Difícil | Extremo          | ♀            |
| Where Have You Been - Rihanna                                        | 2012 | Difícil      | Modo On-Stage    | ♂/♀/♂        |

- Um "(E)" significa que está disponível apenas no Xbox 360, Playstation 3 e Wii U.
- Um "(U)" significa que é desbloqueável pelo Uplay.
- Um "(DLC)" significa que é um conteúdo baixável, gratuito ou não.
- Um "(XO)" significa que está disponível apenas no Xbox One.

### Batalhas de Dança
| Músicas                                             | Artistas                             | Dificuldade | Dançarino(s) |
| --------------------------------------------------- | ------------------------------------ | ----------- | ------------ |
| C'mon vs #thatPOWER                                 | Ke$ha vs Will.i.am ft. Justin Bieber | Fácil       | ♂ vs ♂       |
| Kiss You vs Pound the Alarm                         | One Direction vs Nicki Minaj         | Fácil       | ♂ vs ♀       |
| She Wolf (Falling to Pieces) vs Where Have You Been | David Guetta ft. Sia vs Rihanna      | Difícil     | ♀ vs ♀       |
| Fine China vs Gentleman                             | Chris Brown vs PSY                   | Difícil     | ♂ vs ♂       |

## Conteúdo disponível para download
| Música                             | Artista                                  | Ano  | Dificuldade | Dançarino(s) | Data de Lançamento      | Preço no Wii   | Preço em Outros Consoles | Região |
| ---------------------------------- | ---------------------------------------- | ---- | ----------- | ------------ | ----------------------- | -------------- | ------------------------ | ------ |
| Roar                               | Katy Perry                               | 2013 | Médio       | ♀            | 8 de Outurbro de 2013   | 0 Wii Points   | $0.00                    | Todas  |
| Danse (Pop Version)                | Tal                                      | 2013 | Fácil       | ♀            | 8 de Outurbro de 2013   | 0 Wii Points   | $0.00                    | NTSC   |
| Wake Me Up                         | Avicii ft. Aloe Blacc                    | 2013 | Médio       | ♂            | 8 de Outubro de 2013    | 300 Wii Points | $3.00                    | Todas  |
| Can't Hold Us                      | Macklemore and Ryan Lewis ft. Ray Dalton | 2013 | Médio       | ♂            | 8 de Outubro de 2013    | 300 Wii Points | $3.00                    | Todas  |
| Pound the Alarm                    | Nicki Minaj                              | 2012 | Extremo     | ♂            | 8 de Outubro de 2013    | 150 Wii Points | $1.50                    | Todas  |
| Blurred Lines                      | Robin Thicke ft. Pharrell Williams       | 2013 | Extremo     | ♀            | 26 de Novembro de 2013  | 150 Wii Points | $1.50                    | Todas  |
| What About Love                    | Austin Mahone                            | 2013 | Médio       | ♂            | 26 de Novembro de 2013  | 300 Wii Points | $3.00                    | Todas  |
| One Way or Another (Teenage Kicks) | One Direction                            | 2013 | Médio       | ♂            | 26 de Novembro de 2013  | 300 Wii Points | $3.00                    | Todas  |
| Sexy and I Know It                 | LMFAO                                    | 2011 | Médio       | ♂            | 26 de Novembro de 2013  | 300 Wii Points | $3.00                    | Todas  |
| The Other Side                     | Jason Derulo                             | 2013 | Difícil     | ♂            | 26 de Novembro de 2013  | 300 Wii Points | $3.00                    | PAL    |
| Dançando                           | Ivete Sangalo                            | 2013 | Médio       | ♀            | 26 de Novembro de 2013  | 300 Wii Points | $3.00                    | PAL    |
| Can't Get Enough                   | Becky G ft. Pitbull                      | 2013 | Médio       | ♀            | 17 de Dezembro de 2013  | 300 Wii Points | $3.00                    | Todas  |
| My Main Girl                       | MainStreet                               | 2013 | Fácil       | ♀            | 17 de Dezembro de 2013  | 300 Wii Points | $3.00                    | Todas  |
| Alfonso Signorini (Eroe Nazionale) | Fedez                                    | 2013 | Difícil     | ♂            | 17 de Dezembro de 2013  | 300 Wii Points | $3.00                    | NTSC   |
| I Need Your Love                   | Calvin Harris feat. Ellie Goulding       | 2013 | Difícil     | ♀            | 17 de Dezembro de 2013  | 300 Wii Points | $3.00                    | Todas  |
| Don't You Worry Child              | Swedish House Mafia feat. John Martin    | 2012 | Médio       | ♂            | 17 de Dezembro de 2013  | 300 Wii Points | $3.00                    | Todas  |
| #thatPOWER                         | will.i.am feat. Justin Bieber            | 2013 | Difícil     | ♂/♂/♂        | 17 de Dezembro de 2013  | 150 Wii Points | $2.00                    | Todas  |
| Applause                           | Lady Gaga                                | 2013 | Difícil     | ♀            | 17 de Dezembro de 2013  | 150 Wii Points | $2.00                    | Todas  |
| Gangnam Style (JD4)                | PSY                                      | 2012 | Difícil     | ♂/♀-♂-♀      | 19 de Dezembro de 2013  | 300 Wii Points | $3.00                    | Todas  |
| Timber                             | Pitbull feat. Ke$ha                      | 2013 | Médio       | ♀/♂          | 11 de Fevereiro de 2014 | 300 Wii Points | $3.00                    | Todas  |
| Rock N Roll                        | Avril Lavigne                            | 2013 | Fácil       | ♀            | 11 de Fevereiro de 2014 | 300 Wii Points | $3.00                    | Todas  |
| Die Young (JD4)                    | Ke$ha                                    | 2012 | Difícil     | ♀/♀          | 11 de Fevereiro de 2014 | 300 Wii Points | $3.00                    | Todas  |
| Just Dance                         | Lady Gaga feat. Colby O'Donis            | 2008 | Médio       | ♂            | 11 de Fevereiro de 2014 | 300 Wii Points | $3.00                    | Todas  |

We R Who We R
- Um "(JD4)" significa que a música também está disponível no Just Dance 4.
- Um "(EE)"  significa que é Edição Especial.